# I diari delle streghe - La maledizione
I diari delle streghe - La maledizione è il 5º libro della saga I diari delle streghe creata da Lisa J. Smith, pubblicato nel 2012 negli Stati Uniti d'America e il 26 settembre 2013 in italiano.
Il romanzo non è scritto dalla Smith, ma da un'altra scrittrice, Aubrey Clark.

## Trama
Dopo la sconfitta di Black John, il Circolo si riunisce per decidere cosa fare degli Strumenti Supremi. Diana vorrebbe privarli del loro potere per renderli inoffensivi, mentre Faye desidera testarne la forza magica. Alla fine, il gruppo accetta la proposta di Cassie: lei, Diana e Faye terranno uno Strumento ciascuna e li riuniranno per utilizzarli solo in caso di necessità. Intanto, a New Salem, arrivano il nuovo preside, il signor Boylan, suo figlio Max, che attira l'attenzione di Faye, e Scarlett, una ragazza con cui Cassie fa subito amicizia. Durante la festa di primavera, la prozia di Melanie, Constance, muore: il Circolo prova a riportarla in vita con gli Strumenti Supremi per avere di nuovo una guida a cui chiedere consiglio, ma il rito non ha effetto. Cassie, però, nota sulla fronte della donna un esagono con iscritta all'interno una S: parlando con sua madre, scopre che si tratta di un marchio apposto dai cacciatori di streghe per evitare che possano ritornare alla vita. Il Circolo arriva quindi alla conclusione che i cacciatori li stiano cercando per ucciderli, e Diana compie una magia per proteggere tutti dalle ferite fisiche. Viene anche deciso che non solo non useranno i loro poteri, ma non si intratterranno nemmeno con gli esterni: Faye e Cassie, però, trasgrediscono i divieti, la prima facendo un incantesimo d'amore a Max e la seconda continuando a uscire con Scarlett. Una sera, l'auto di Cassie finisce contro un albero perché i freni sono stati manomessi, e viene soccorsa da Scarlett: Diana, sicura che la colpevole sia quest'ultima, convince il Circolo a scagliarle contro la maledizione dei cacciatori trovata sul suo Libro delle Ombre per verificare se sia davvero una loro nemica. L'incantesimo, però, viene respinto: Scarlett rivela al gruppo di essere lei stessa una strega, ma anche la seconda figlia di Black John e la sorellastra di Cassie. Quest'ultima è molto felice della notizia poiché la ragazza è l'unica che sembra comprendere i sentimenti contrastanti che prova dei confronti del loro comune padre; d'altra parte, però, è delusa poiché sua madre, a conoscenza dell'esistenza di Scarlett, non glielo aveva mai detto. Poco tempo dopo, tramite un sogno, Cassie apprende che la sorella è stata rapita dai cacciatori di streghe: insieme al Circolo, compie una magia per rintracciarla, scoprendo che si trova a Sandwich. Il loro incantesimo, però, mette in allarme i cacciatori, che finiscono per uccidere Portia, una loro compagna di scuola, credendo che sia una strega. Quando Laurel viene marchiata con il simbolo della setta e identificata come nuova vittima, il Circolo decide di restare nell'ombra per proteggersi: Cassie, però, non è intenzionata ad abbandonare la ricerca di Scarlett, quindi ruba di nascosto a Diana e Faye gli Strumenti Supremi e parte per Sandwich da sola. Giunta alla casa dove la sorella è tenuta prigioniera, scopre che Scarlett è viva e incolume e che non è mai stata rapita, anzi: la ragazza, utilizzando la magia nera ereditata da Black John, ha manipolato la mente di Cassie per farglielo credere e attirarla in una trappola, al fine di ucciderla e prendere il suo posto nel Circolo. Scarlett appicca il fuoco alla casa, ma Adam e gli altri arrivano in aiuto dell'amica: Cassie, scoprendo di possedere anch'ella la magia nera, cerca di fermare la sorella prima che se ne vada con gli Strumenti Supremi, ma invano. Tornati tutti a New Salem, si accorgono che, sul pendente che Max ha regalato a Faye, è riportato il simbolo dei cacciatori: il ragazzo, quindi, è uno di loro. Per proteggere il Circolo e riprendere gli Strumenti, Cassie decide di consultare il Libro delle Ombre di suo padre.

## Edizioni
- Lisa Jane Smith, I diari delle streghe. La maledizione, Nuova Narrativa Newton, 2013,  p. 240, ISBN 978-88-541-5509-1.